# Max Johannesson
Johannes Maximilian „Max“ Johannesson (* 21. März 1856 in Danzig; † 4. März 1930 in Berlin) war ein preußischer Gymnasiallehrer und Lehrbuchautor.

## Leben

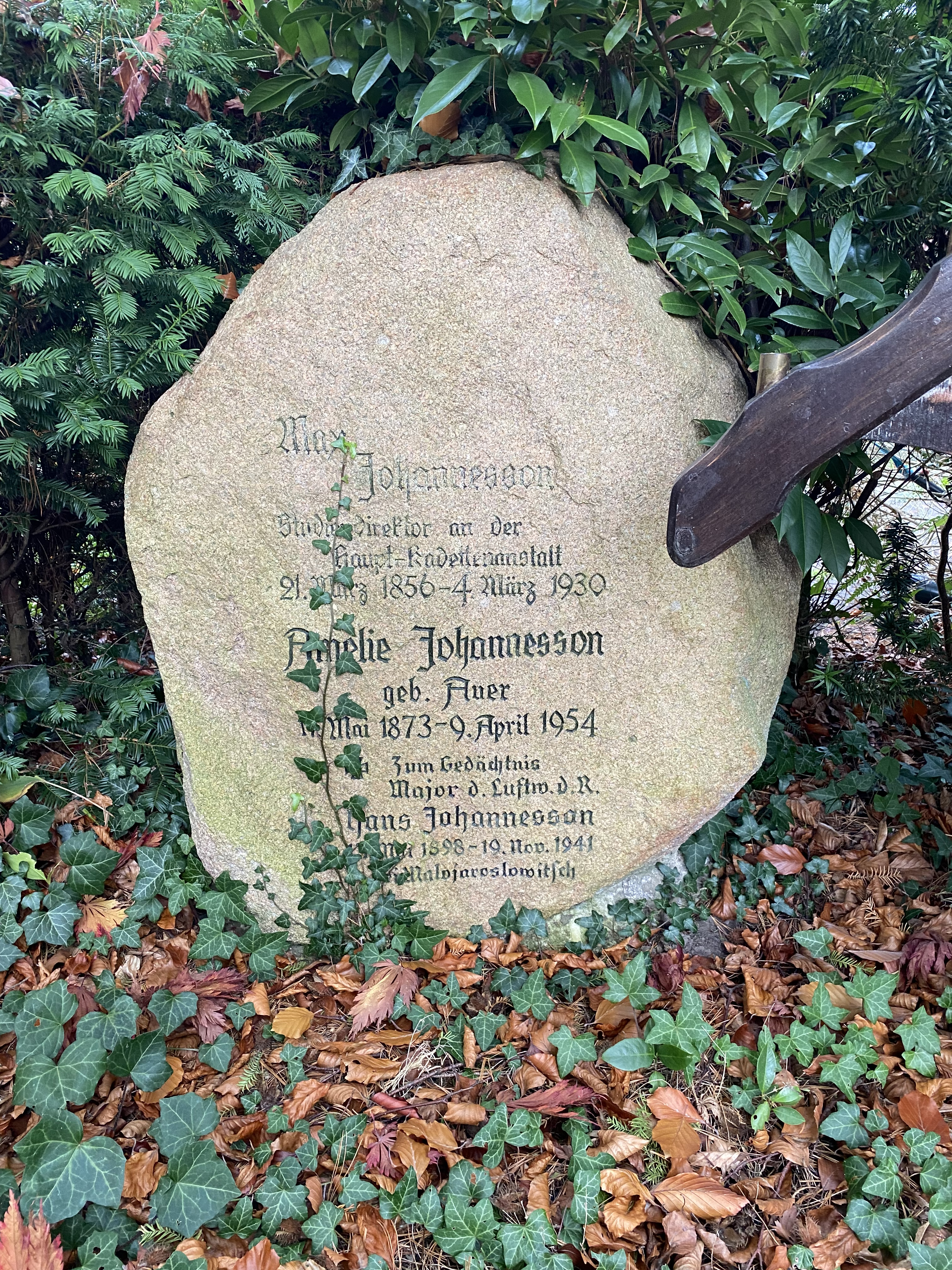
Grabstätte

Max Johannesson war Geheimer Studienrat, Studiendirektor und Professor an der Königl. Preußischen Hauptkadettenanstalt Lichterfelde und lehrte dort langjährig. Er war Mitglied der Gesellschaft für Erdkunde zu Berlin. Im Auftrag der Generalinspektion des Militärerziehungs- und Bildungswesens verfasste er die „Johannessonschen Lehrbücher“ für den Französischunterricht, die in erster Linie für militärische Unterrichtsanstalten gedacht waren, insbesondere für die Kadettenanstalten.
Max Johannesson war seit Dezember 1894 mit Amalie Auer (1873–1954) verheiratet. Einer seiner Söhne war der Admiral Rolf Johannesson. Ein weiterer Sohn war Hans Johannesson (1898–1941), der 1931/1932 als Adjutant des NSDAP-Politikers Gregor Strasser fungierte und 1941 in Russland starb.
Johannesson verstarb kurz vor Vollendung seines 74. Lebensjahres und wurde in der Familiengrabstätte auf dem Nienstedtener Friedhof beigesetzt. 

## Auszeichnungen (Auswahl)
- Ehrenkreuz des Großherzoglich-Mecklenburgischen-Greifenordens

## Publikationen
- Französisches Lesebuch. Unter- und Mittelstufe. Otto Knörk (Hg.), E.S. Mittler & Sohn, Berlin 1898, 388 S. (2., verb. Aufl., 1903, 412 S.)
- Französisches Übungsbuch für die Unterstufe im Anschluß an das Lesebuch. Otto Knörk (Hg.), E.S. Mittler & Sohn, Berlin 1899, 127 S.
- Französisches Übungsbuch für die Mittelstufe im Anschluß an das Lesebuch. Teil 1: Formenlehre. E.S. Mittler & Sohn, Berlin 1900, 76 S.
- Französisches Übungsbuch für die Mittelstufe im Anschluß an das Lesebuch. Teil 2: Übungsstoff. E.S. Mittler & Sohn, Berlin 1900, 94 S.
- Anhang: Alphabetisches deutschfranzösisches Wörterverzeichnis. E.S. Mittler & Sohn, Berlin 1900, 34 S.
- Französische Wörter nach der Bedeutung geordnet. (Mots français groupés d'après le sens). E.S. Mittler & Sohn, Berlin 1906, 92 S.